# Anopheles petragnani
Anopheles petragnani är en tvåvingeart som beskrevs av Vecchio 1939. Anopheles petragnani ingår i släktet Anopheles och familjen stickmyggor. Inga underarter finns listade i Catalogue of Life.